# Cristiano Governa
Cristiano Governa (Bologna, 9 novembre 1970) è un giornalista, scrittore e sceneggiatore italiano.
Come giornalista inizia collaborando con Corriere della Sera (Il Corriere di Bologna), La Stampa (Il Domani di Bologna) e con l'edizione centro nord de Il Sole 24 Ore.
Successivamente collabora con La Repubblica e i suoi periodici, Il Venerdì e D.
Attualmente collabora con D. de La Repubblica, L'Osservatore Romano e Futura de Il Corriere della Sera.
Come scrittore esordisce nel 2001 pubblicando la raccolta di short stories Baranowski (Edizioni Libreria Croce, Roma). Nel 2002 cura l'antologia di racconti brevi "I racconti della Garisenda" (Re Enzo editore, Bologna), nel 2008 è stato inserito da Giulia Belloni nella nuova antologia di letteratura italiana Giovani cosmetici (Sartorio, Pavia).
Nel 2008 ha pubblicato il romanzo noir Il catechista (Aliberti editore, Reggio Emilia). Suoi racconti brevi sono usciti su svariati quotidiani e periodici nonché in antologie fra le quali Racconti di fine millennio (Guaraldi editore, Rimini), Via Pincherle; modelli narrativi a confronto (Edizioni Libreria Croce, Roma) e Off side (Edizioni Libreria Croce, Roma) . Nel 2013 esce la raccolta di racconti Un saluto ai ragazzi (C. Governa, E. Marrese, F. Venturi; Edizioni Pendragon).
Nel 2015 pubblica la raccolta di racconti in forma epistolare Le lettere cattive - Una Twin Peaks epistolare (Edizioni Pendragon).
Nel 2019 ha pubblicato il romanzo noir La strategia della clarissa (Bompiani).
Nel 2022 è fra gli autori della raccolta "La tessitura del mondo" (dialogo sul racconto con Papa Francesco, Salani editore).
Ha pubblicato, fra gli altri, saggi su Raymond Carver (Rai Libro), sul cinema austriaco contemporaneo (da Michael Haneke a Ulrich Seidl, su "Animal"), su Patrice Leconte (nel volume "Patrice Leconte; un pessimista sorridente" edito dal Centro Studi Cinematografici), sul cinema fiammingo contemporaneo ("Con il vento del Nord; il cinema fiammingo contemporaneo" edizioni Cineteca) e sull'opera di Jacques Brel ("Jacques Brel; l'eterna giovinezza di un cantante poeta" edizioni Cineteca).
Ha collaborato con la Cineteca Comunale di Bologna, il Centro di poesia contemporanea dell'Università di Bologna, il Centro Internazionale della Canzone d'Autore e l'Accademia di Belle Arti dell'Università di Bologna, presso i quali ha curato seminari e laboratori sul rapporto fra cinema e letteratura, e sul videoclip musicale.
Ha curato seminari e laboratori presso la scuola di scrittura Flannery del CMC di Milano.
Come autore e sceneggiatore ha scritto, assieme a Emilio Marrese, il soggetto e la sceneggiatura del film "Il cielo capovolto" per la regia di Paolo Muran.
Soggetto e sceneggiatura di "Bambini si diventa" per la regia di Riccardo Marchesini.
Ha scritto lo spettacolo teatrale in forma epistolare "Caro Lucio ti scrivo" dal quale è stato tratto il film omonimo per la regia di Riccardo Marchesini.
Assieme a Emilio Marrese e Paolo Muran, ha scritto il soggetto e la sceneggiatura del film "Mi chiamo Renato" per la regia di Paolo Muran.
Nel 2018 ha scritto e diretto lo spettacolo teatrale "Locanda Loris".
Nel 2019 ha scritto il testo teatrale "L'ospite".
Nel 2021 ha scritto (assieme ad Ambrogio Lo Giudice) il soggetto e la sceneggiatura del docufilm "Andate a lavorare" per la regia di Ambrogio Lo Giudice.
Nel 2022 ha scritto e diretto lo spettacolo teatrale "Qualcuno li ha visti tornare" con Andrea Santonastaso e Federico Poggipollini.
Dal 2021 è docente presso la Facoltà Teologica dell'Emilia Romagna. 
Nel 2023 ha pubblicato il romanzo "Io sarò i tuoi occhi" (Bompiani)